# 卡戎

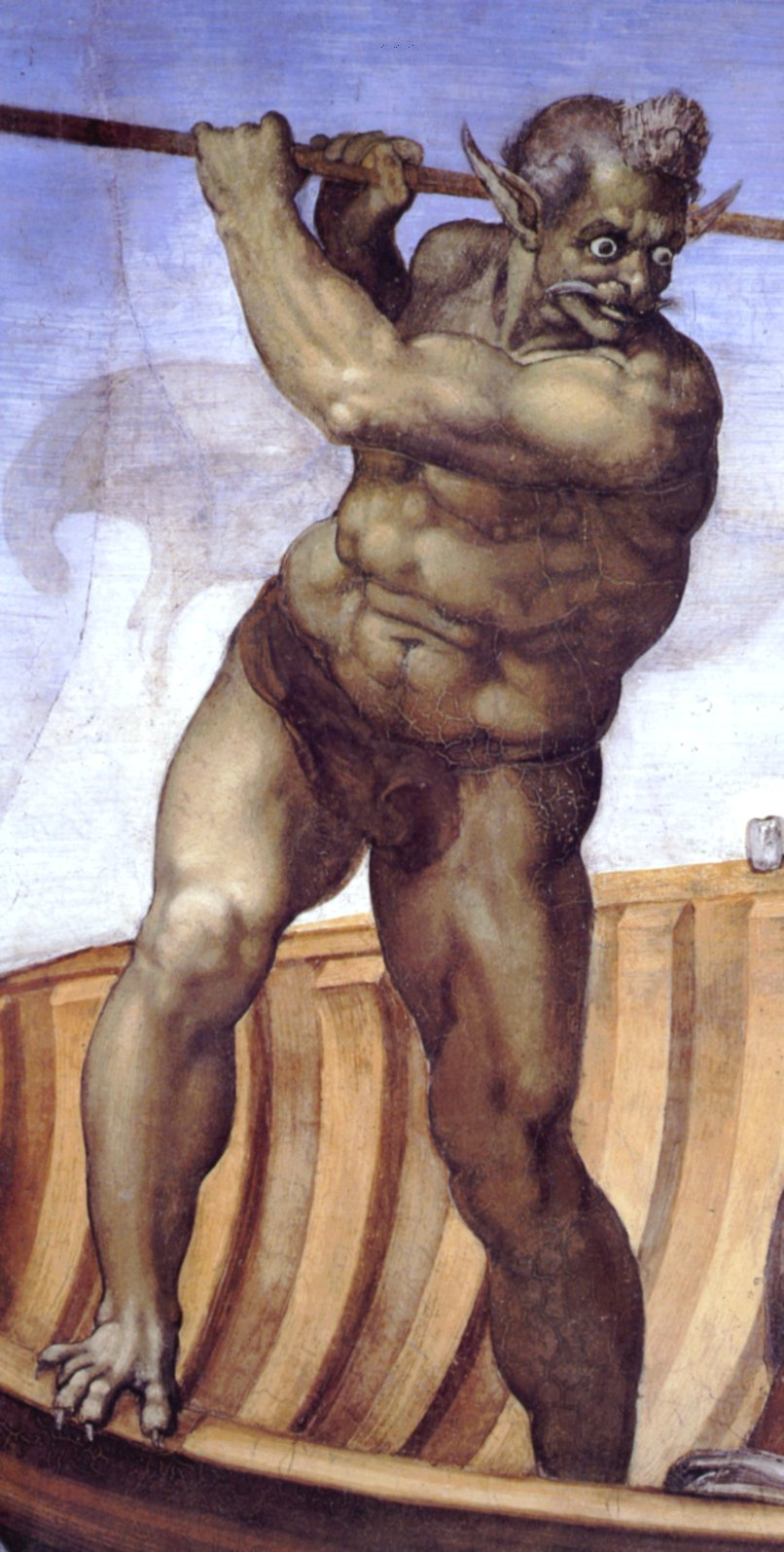
米开朗基罗描绘下的卡戎，《最後的審判》，梵蒂岡宗座宮殿西斯汀小堂

卡戎（羅馬化：Chárōn，又譯作卡隆）是希腊神话和羅馬神話中的神話人物，他是冥王哈得斯的船夫，負責划船將剛離人世的亡魂渡過冥河斯堤克斯。
根據神話，斯堤克斯河分隔了人世和冥界。古希臘人會在死者的嘴巴上面或裡面放一枚「卡戎的銀幣」（通常是奧波勒斯小銀幣），作為亡魂給付卡戎的「渡河錢」。奧古斯都時代的古羅馬詩人維吉爾在他的著作《艾尼亞斯紀》中說，沒有帶上「卡戎的銀幣」、或者死後沒有被埋葬的亡魂，要在斯堤克斯河岸邊徘徊一百年，才得渡河。在「卡塔巴斯」式神話素（mytheme）中，諸如艾尼亞斯、戴歐尼修斯、赫拉克勒斯、赫密士、奧德修斯、奧菲斯、皮瑞蘇斯、普賽克、忒修斯和薛西弗斯等英雄或神祇都曾經登上卡戎之船渡河進入冥界，並全身而退。

## 系譜
卡戎是黑夜女神倪克斯之子，桑納托斯和許普諾斯等的兄弟。

## 名字語源
一般認為「卡戎」一名來自希臘語（charopós）一詞的詩詞化形式（charon），指灼熱閃爍的眼睛又或藍灰色的眼睛。卡戎可能是死亡的委婉語。雖然無法確定，但是閃爍的眼睛也許指卡戎易怒的性格，這也是卡戎在古典文學中的典型形象。古代歷史學家西西里的狄奧多羅斯認為卡戎的名字和其擺渡人的形象可能源自古埃及。

## 天文學術語
天文学上，卡戎的名字被用来命名冥王星的冥卫一。

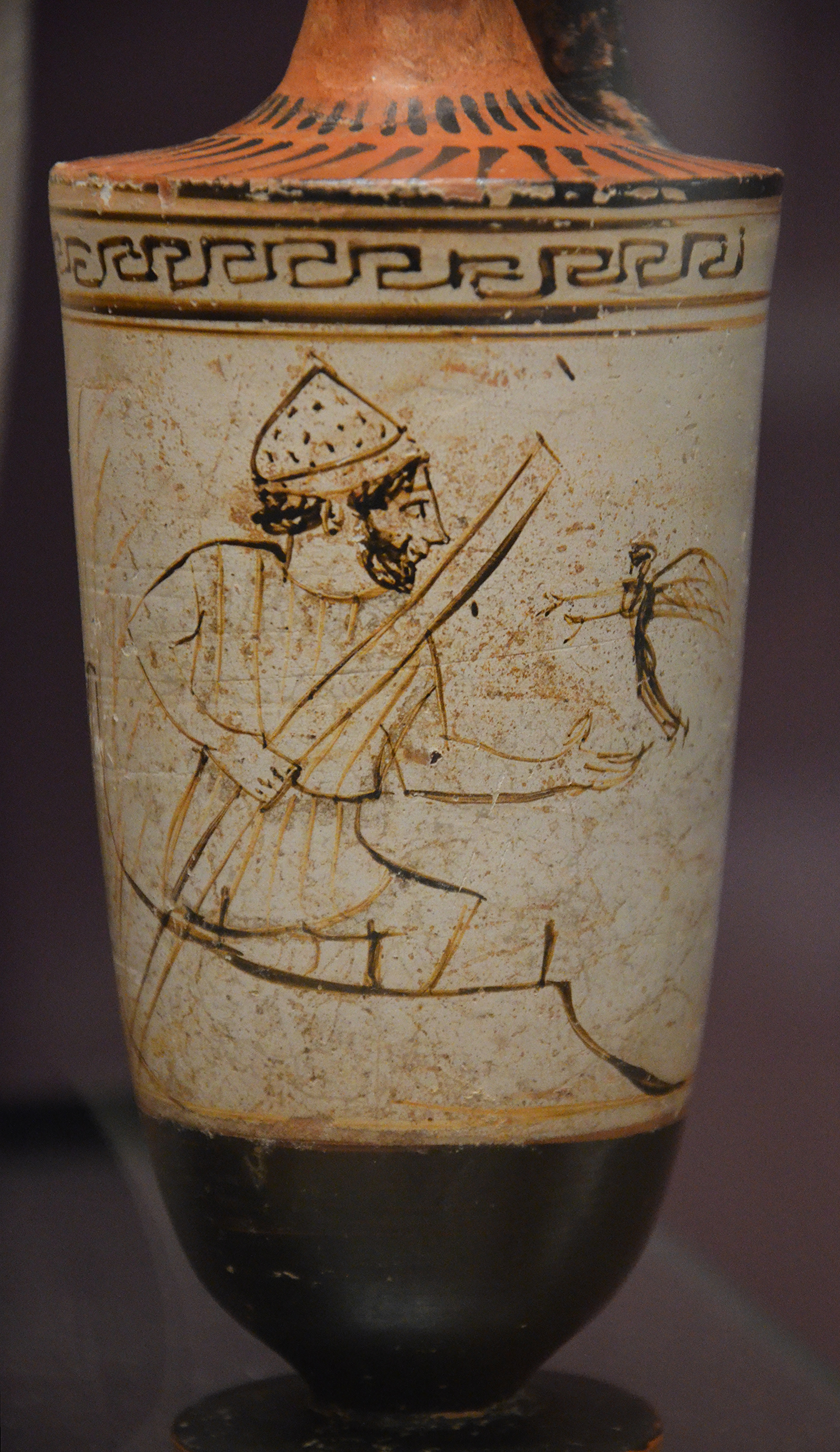
阿提卡地區出土的白底紅彩陶細頸油瓶，刻畫了卡戎迎接亡魂登船的情景，約公元前500–450

## 相關文學
- Michal Bzinkowski，Masks of Charos in Modern Greek Demotic Songs: Sources, Representations, and Context，克拉科夫：亞捷隆大學出版社，2017年ISBN 978-83-233-4330-1

- 威廉·史密斯，《希腊罗马传记与神话学辞典》，倫敦，1873年 "Charon"  （页面存档备份，存于）

## 外部鏈結
- 维基共享资源上的相關多媒體資源：卡戎
- 维基词典中的词条「卡戎」
- The Theoi Project, "KHARON"  （页面存档备份，存于）
- 在Warburg Institute Iconographic Database （页面存档备份，存于）中的卡戎圖像